# حمامى مزينة
الحمامى المزينة (بالإنجليزية: Figurate erythema)‏ هي شكل من أشكال الحمامى، حيثُ تظهر على شكل حلقة أو قوس، ومن الأمثلة عليها الحمامى الهامشية.